# مرگ به یک قاتل لبخند می‌زند
مرگ به یک قاتل لبخند می‌زند (ایتالیایی: La morte ha sorriso all'assassino) یک فیلم ترسناک به کارگردانی جو داماتو است که در سال ۱۹۷۳ منتشر شد.

## گزیدهٔ بازیگران
- اوا آئولین
- کلاوس کینسکی
- آتیلیو دوتزیو
- لوچانو روسی
- جاکومو روسی استوارت
- پیترو توریسی